# Buenos Aires Maru
Le Buenos Aires Maru était un paquebot japonais de la Osaka Shosen Kaisha (OSK) qui pouvait transporter deux passagers de première classe, 60 passagers de deuxième classe et 1 076 passagers de troisième classe pour ses lignes vers l'Amérique.
En Novembre 1941 il est réquisitionné par l'Armée Impériale Japonaise (IJA) pour devenir un transporteur de troupes. En Octobre-Novembre 1942, il est reconverti en navire-hôpital.

## Historique

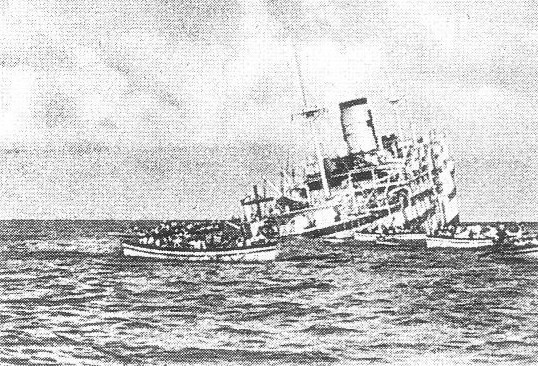
Naufrage du Buenos Aires Maru

Le 26 novembre 1943, au départ de Rabaul pour Palaos dans un convoi, le Buenos Aires Maru transportait 63 infirmières et un nombre inconnu de militaires japonais rapatriés de l'hôpital naval de Rabaul et 1.129 soldats blessés et malades de l'IJA.
Le 27 novembre 1943, dans le Détroit de Steffen au large des îles Mussau, il est bombardé vers 8h30 par un bombardier lourd B-24 "Liberator" par erreur. La bombe endommage la coque et inonde la salle des machines. Le paquebot coule à 08h50 et les survivants embarquent jusqu'à 16 canots de sauvetage et deux vedettes à moteur.
Le 3 décembre 1943, des chasseurs de sous-marin de l'IJN sauvent environ 1. 000 survivants, mais 158 hommes et infirmières sont tués dans le naufrage ou meurent dans les canots de sauvetage.
Le 15 décembre 1943, Le ministère des Affaires étrangères du Japon envoie le message n° 467 à ses principales ambassades qui rapporte : Le navire-hôpital japonais Buenos Aires Maru a été attaqué par un avion américain. Le navire a été touché par une bombe à bâbord et a coulé à environ quarante minutes. Les survivants - des soldats blessés, des médecins et un important contingent d'infirmières rentrant chez eux en permission - se sont ensuite entassés dans dix-huit canots de sauvetage. Le message poursuit en indiquant que bien que des feuilles rouges formant une croix rouge aient été maintenues, un avion américain, arrivant à une altitude d'environ trois cents pieds seulement, a mitraillé les canots de sauvetage. Le communiqué rapporte également que l'attaque dd ce navire-hôpital n'était pas un incident isolé et indique que dix autres navires-hôpitaux clairement identifiés ont été attaqués par des avions américains.

### Liens connexes
- Liste des navires-hôpitaux coulés pendant la Seconde Guerre mondiale
- Awa Maru
- Asahi Maru